# Óbuda vasútállomás
Óbuda vasútállomás egy budapesti vasútállomás, amit a MÁV üzemeltet. Az állomásról ágazik ki egy összekötő vágány a H5-ös HÉV Kaszásdűlő megállóhelye felé, ami 1929-ben épült ki. Ezen keresztül folyt a Duna-jobbparti vasútvonal üzemeinek kiszolgálása, majd a második világháború után, 1950–1955 között az Újpesti vasúti hidat pótolta: a vonatok a Sztálin hídon át érkeztek Vizafogó teherpályaudvarra. Személyvonatok is közlekedtek a vonalon: 1969-ig HÉV-szerelvények jártak Óbudára, majd a vasúti híd 2008-as felújításakor a MÁV vonatai közlekedtek a Margit híd budai hídfőjéig.
A 2016-ban átadott pomázi úti felüljáró építésének megkezdése óta a BKK járatai közvetlenül nem érintik, utasforgalma jelentősen megcsappant. Ma már főként üzemi menetek használják.
Áthaladó vasútvonalak:
- Budapest–Esztergom-vasútvonal (2)

## Megközelítés budapesti tömegközlekedéssel
A vasútállomás előtti buszfordulót már nem érintik a járatok, a 400-500 méterre található Aranyvölgy úton és Aranyhegyi úton az alábbi járatok érhetőek el:
- Busz:  160, 218
- Helyközi busz:  848
- Éjszakai busz:  943, 960

## Forgalom
| Járat | Útvonal | Gyakoriság                                                  |
| ----- | --- | ----------------------------------------------------------- |
| S72   | Budapest-Nyugati – Rákosrendező – Angyalföld – Újpest – Aquincum – Óbuda – Aranyvölgy – Üröm – Solymár – Szélhegy – Vörösvárbánya – Pilisvörösvár – Szabadságliget – Klotildliget – Piliscsaba – Magdolnavölgy – Pilisjászfalu – Piliscsév – Leányvár – Dorog – Esztergom-Kertváros – Esztergom | Hajnalban 30 percenként, késő este óránként                 |
| S72   | Budapest-Nyugati – (Rákosrendező →) Angyalföld – Újpest – Aquincum – Óbuda – Aranyvölgy – Üröm – Solymár – Szélhegy – Vörösvárbánya – Pilisvörösvár – Szabadságliget – Klotildliget – Piliscsaba                                                                                                | Munkanapokon reggel 3 Budapest felé, este 2 Piliscsaba felé |
| S76   | Rákos – Újpalota – Angyalföld – Újpest – Aquincum – (Óbuda) – Aranyvölgy – (Üröm) – Solymár – Szélhegy – Vörösvárbánya – Pilisvörösvár – Szabadságliget – Klotildliget – Piliscsaba | Óránként                                                    |

## Galéria

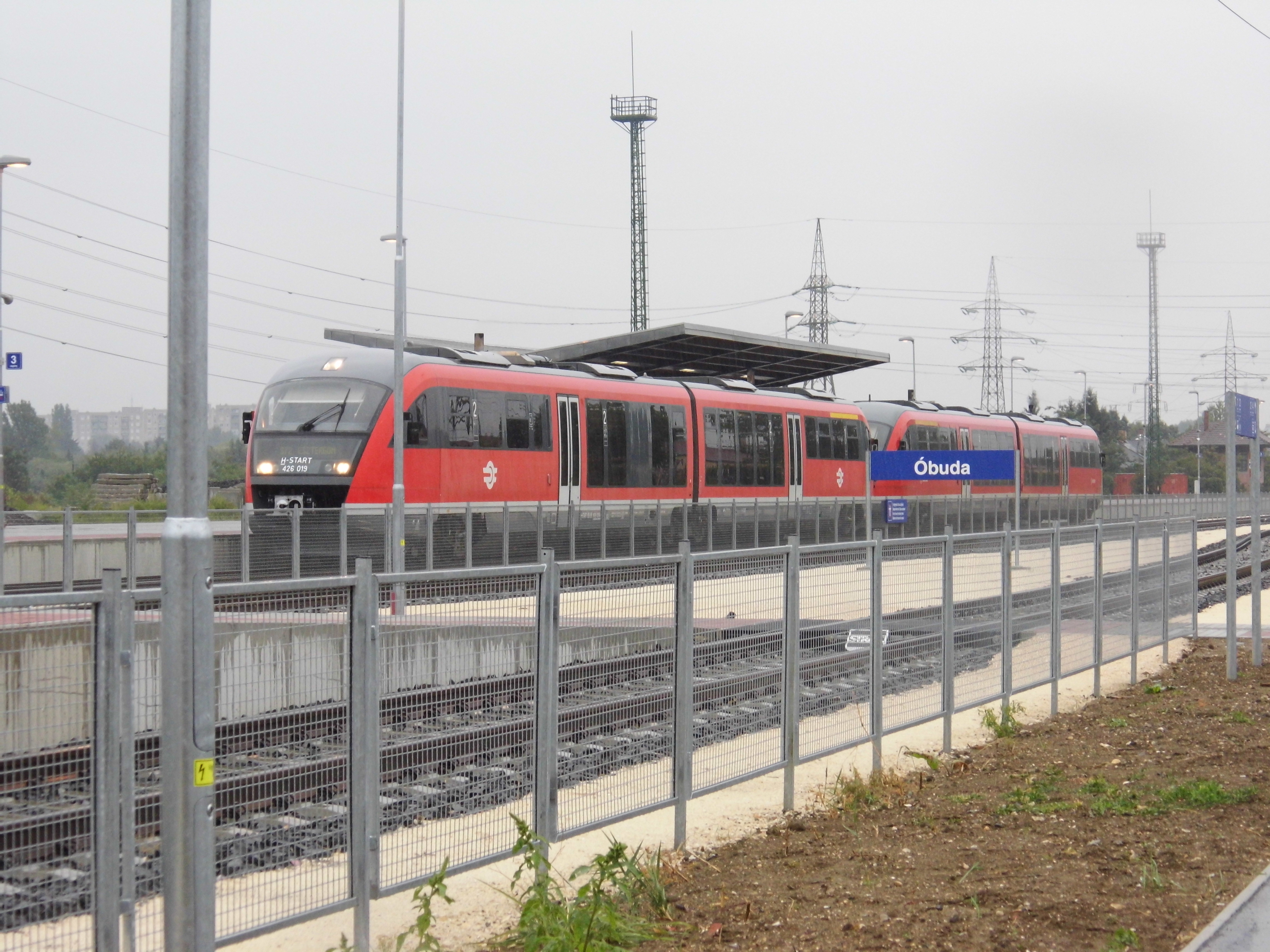
MÁV 6342 (Siemens Desiro) Óbuda állomáson
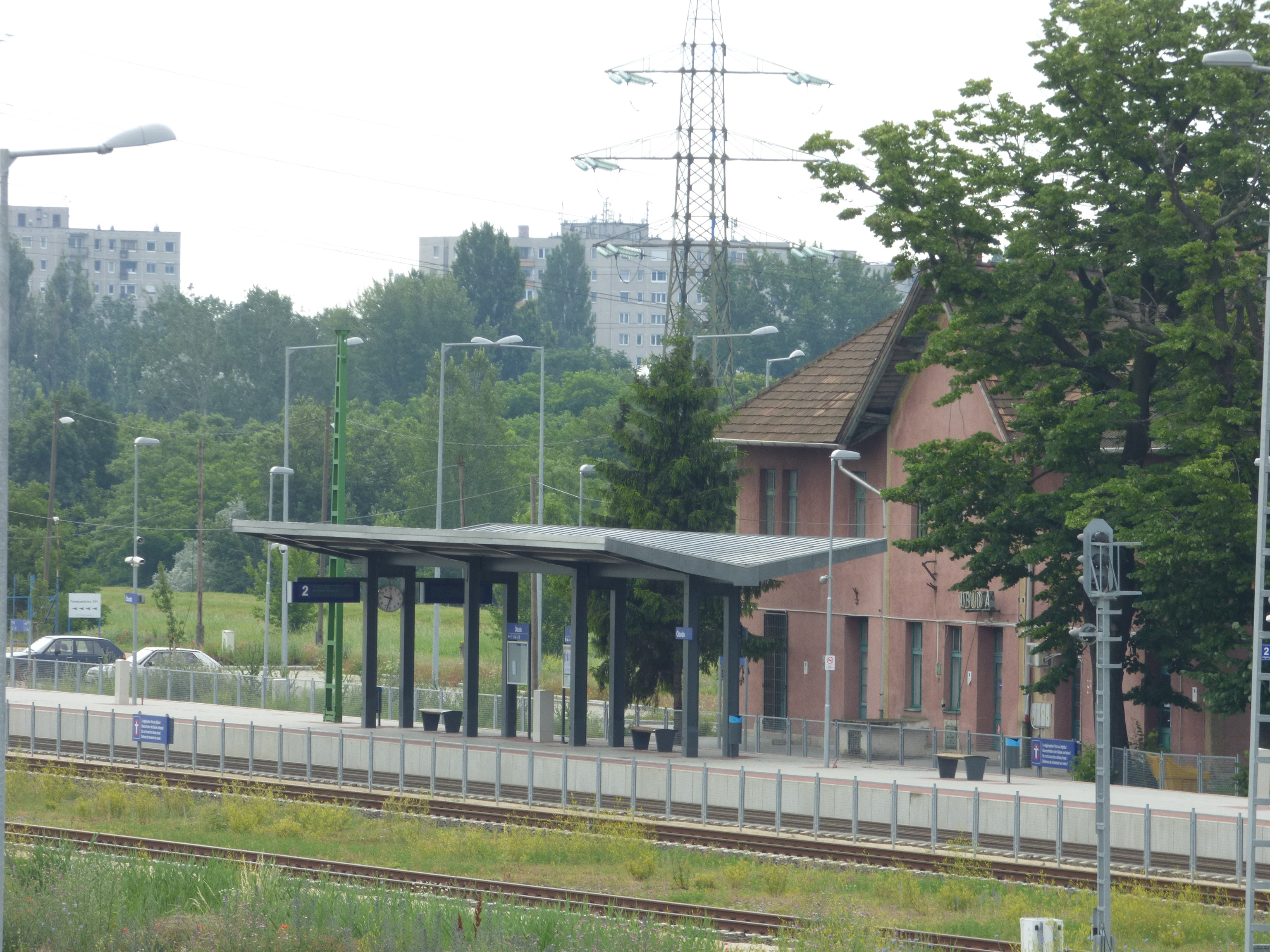
Óbuda vasútállomás a Pomázi úti felüljáróról nézve